# Vanhans
Vagnas és un municipi francès situat al departament de l'Ardecha i a la regió d'Alvèrnia-Roine-Alps. L'any 2007 tenia 520 habitants.

## Demografia

### Població
El 2007 la població de fet de Vagnas era de 520 persones. Hi havia 211 famílies de les quals 65 eren unipersonals (24 homes vivint sols i 41 dones vivint soles), 73 parelles sense fills, 65 parelles amb fills i 8 famílies monoparentals amb fills.
La població ha evolucionat segons el següent gràfic:
Habitants censats

### Habitatges
El 2007 hi havia 434 habitatges, 230 eren l'habitatge principal de la família, 202 eren segones residències i 2 estaven desocupats. 318 eren cases i 67 eren apartaments. Dels 230 habitatges principals, 174 estaven ocupats pels seus propietaris, 37 estaven llogats i ocupats pels llogaters i 19 estaven cedits a títol gratuït; 2 tenien una cambra, 15 en tenien dues, 46 en tenien tres, 73 en tenien quatre i 94 en tenien cinc o més. 185 habitatges disposaven pel capbaix d'una plaça de pàrquing. A 105 habitatges hi havia un automòbil i a 103 n'hi havia dos o més.

### Piràmide de població
La piràmide de població per edats i sexe el 2009 era:
| Homes | Edats   | Dones |
| ----- | ------- | ----- |
| 0     | 95 o +  | 0     |
| 4     | 90 a 94 | 0     |
| 0     | 85 a 89 | 4     |
| 4     | 80 a 84 | 0     |
| 16    | 75 a 79 | 16    |
| 8     | 70 a 74 | 4     |
| 24    | 65 a 69 | 8     |
| 20    | 60 a 64 | 20    |
| 16    | 55 a 59 | 20    |
| 20    | 50 a 54 | 16    |
| 4     | 45 a 49 | 0     |
| 16    | 40 a 44 | 16    |
| 16    | 35 a 39 | 8     |
| 24    | 30 a 34 | 16    |
| 12    | 25 a 29 | 20    |
| 8     | 20 a 24 | 8     |
| 16    | 15 a 19 | 4     |
| 0     | 10 a 14 | 4     |
| 16    | 5 a 9   | 12    |
| 4     | 0 a 4   | 16    |

## Economia
El 2007 la població en edat de treballar era de 331 persones, 221 eren actives i 110 eren inactives. De les 221 persones actives 188 estaven ocupades (105 homes i 83 dones) i 32 estaven aturades (16 homes i 16 dones). De les 110 persones inactives 46 estaven jubilades, 15 estaven estudiant i 49 estaven classificades com a «altres inactius».

### Ingressos
El 2009 a Vagnas hi havia 212 unitats fiscals que integraven 480 persones, la mediana anual d'ingressos fiscals per persona era de 14.823 €.

### Activitats econòmiques
Dels 41 establiments que hi havia el 2007, 1 era d'una empresa alimentària, 2 d'empreses de fabricació d'altres productes industrials, 8 d'empreses de construcció, 7 d'empreses de comerç i reparació d'automòbils, 1 d'una empresa de transport, 12 d'empreses d'hostatgeria i restauració, 3 d'empreses de serveis, 2 d'entitats de l'administració pública i 5 d'empreses classificades com a «altres activitats de serveis».
Dels 7 establiments de servei als particulars que hi havia el 2009, 1 era un paleta, 1 guixaire pintor, 2 lampisteries, 1 electricista, 1 perruqueria i 1 restaurant.
Dels 2 establiments comercials que hi havia el 2009, 1 era una botiga de menys de 120 m² i 1 una llibreria.
L'any 2000 a Vagnas hi havia 26 explotacions agrícoles que ocupaven un total de 330 hectàrees.

## Equipaments sanitaris i escolars
El 2009 hi havia una escola elemental.

## Poblacions més properes
El següent diagrama mostra les poblacions més properes.